# Ракетни войски на България
Ракетните войски на България са род войски, част от българската армия, създадени през 1960 г.
В Българската армия са застъпени Ракетни войски (от 1960 година) и Артилерия (от 1878 година) и Зенитно – ракетни войски (също от 1960 години).
Празник на ракетните войски и артилерията е 11 март. Свързан е с участието (със значителен принос) на българската артилерия в превземането на Одринската крепост през Балканската война (1912 -1913). На 11 март 1913 г. в 13 ч. е започнала артилерийската подготовка на атаката довела до превземането на крепостта. Празникът е определен със заповед на министъра на отбраната от 7 май 1992 г. За първи път празникът е честван през 1993 г. по повод годишнината от превземането на Одринската крепост.

## История на Ракетните войски на България

### Развръщане на ракетните войски

#### Ракетни комплекси на въоръжение вБългарската армия
| Номер по ред          | Означение на комплекса                                              | Означение на ракетата /Означение на пусковата установка | Означение на НАТО                        | Изображение           | На въоръжение         |
| Оперативно-тактически | Оперативно-тактически                                               | Оперативно-тактически                                   | Оперативно-тактически                    | Оперативно-тактически | Оперативно-тактически |
| --------------------- | ------------------------------------------------------------------- | ------------------------------------------------------- | ---------------------------------------- | --------------------- | --------------------- |
| 1.                    | 9К72 „Елбрус“ militaryrussia.ru                                     | 8К14(Р-17) /2П19                                        | SS-1b Scud-A                             |                       | Снет                  |
| 2.                    | 9К72 „Елбрус“ , Архив на оригинала от 2008-07-16 в Wayback Machine. | 8К14(Р-17) /9П117                                       | SS-1c Scud-B                             |                       | Снет                  |
| 3.                    | 9К714 „Ока“ rbase.new-factoria.ru                                   | 9М714 /-                                                | SS-23 Spider-A                           |                       | Снет                  |
| Тактически            |                                                                     |                                                         |                                          |                       |                       |
| 4.                    | 2К6                                                                 |                                                         | FROG                                     |                       | Снет                  |
| 5.                    | 9К52                                                                |                                                         | FROG-7                                   |                       | Снет                  |
| 6.                    | 9К79 rbase.new-factoria.ru                                          | 9М79 /-                                                 | S-21 Scarab                              |                       |                       |
| 7.                    | 9К51 /РСЗО БМ-21 „Град“                                             |                                                         |                                          |                       |                       |
| Противотанкови        |                                                                     |                                                         |                                          |                       |                       |
| 8.                    | 2К15; 2К16 („Шмель“)                                                |                                                         | 2К15 [AT-1 Spigot]; 2К16 [AT-1A Snipper] |                       |                       |
| 9.                    | ПТРК 9К11 (9М14)(„Малютка“)                                         |                                                         | AT-3B Sagger                             |                       |                       |
| 10.                   | 9К111(„Фагот“)                                                      |                                                         | AT-4 Spigot                              |                       |                       |
| 11.                   | 9К113 („Конкурс“)                                                   |                                                         | АТ-6 Spiral                              |                       |                       |
| Противокорабни        |                                                                     |                                                         |                                          |                       |                       |

#### Отделен ракетен парков дивизион (ОРПДн)
- Задачите предвидени за решаване от ОРПДн са били:
  - получаване и подвозване на ракетоносители, бойни глави и комплектуващо имущество до ЦРТБ и до пунктовете за предаване в ПРТБ;
  - развръщане на разтоварни станции (3 – 4 на брой) на ЖП гари, морски бряг и летища;
  - извършване на товаро-разтоварни работи с ракетоносители, бойни глави и комплектуващо имущество;
  - организация на полевото съхранение на ракетоносители и бойни глави (след получаване на сборъчни бригади);
  - разсредоточаване на наличните запаси от ракетоносители и бойни глави;
  - превоз на ракетоносители, бойни глави и комплектуващо имущество,
  - охрана и отбрана на ракетоносителите, бойните глави и комплектуващо имущество;
  - поддръжка на необходимите технически изисквония.

#### Командири на Ракетни войски и Артилерията на Българската армия
Званията са към датата на заемане на длъжността
- генерал-майор Иван Михайлов (1947 – 1950), командир на артилерията
- полковник (ген.-майор от септември 1950) Ангел Ангелов (27 януари 1950 до 9 декември 1951 г.), командир на артилерията
- полковник – Стоян Попов (7 юли 1951 – 3 септември 1953), временно изпълняващ длъжността
- полковник (ген.-майор от 1954) Иван Стефанов (8 септември 1953 – 14 октомври 1959)
- полковник (ген.-майор от 1962) Мицо Гетовски (14 октомври 1959 – 16 февруари 1963)
- полковник (ген.-майор от 1965, ген.-лейт. от 1974) Димитър Тодоров (19 октомври 1964 – 10 септември 1978), ВРИД 31 декември 1962 – 18 октомври 1964 (до 9 юли 1973 г. е командващ артилерията, след това началник на Управление „Ракетни войски и артилерия“ в КСВ)
- генерал-майор (ген.-лейт. от 1981) Добри Караджов (11 ноември 1978 – 24 октомври 1990)
- полковник (ген.-майор от 1991) Ангел Марин (1990 – 1998)
- генерал-майор Вълчо Фотев (5 май 1998 – 30 октомври 2000)
- полковник инж. Асен Джоков (1 октомври 2000 – 30 юни 2002)
- полковник Янко Христо Янков (2002 – 2003), Началник на отдел „Подготовка и използване на ракетните войски и артилерията“ в Главния щаб на Сухопътни войски
- полковник Валери Енчев Точилов (2003 – 2006), Началник на отдел „Подготовка и използване на ракетни войски и артилерията“ в ГЩ на СВ
- полковник Иван Иванов (2006 – ), Началник на направление „Подготовка на артилерийски подразделения“ в Щаба на СВ

### Заместник-командващи артилерията и ракетните войски на България
Званията са към датата на заемане на длъжността:
- подполковник (генерал-майор) – Стоян Попов (11 юни-6 юли 1951)
- полковник (по-късно генерал-майор) Иван Стефанов (2 януари – 7 септември 1953)
- подполковник (полковник) Карл Винаров (22 април-1 декември 1954)
- полковник Димитър П. Димитров (1 декември 1954 – 13 ноември 1957)
- полковник Методи Митов Пиронков (1952 – 1961)
- полковник (генерал-майор) – Стоян Попов (31 юли 1961 – 5 октомври 1973), (от 18 април 1963 г. е заместник-началник на Управление „Ракетни войски и артилерия“, а след това до 1973 заместник-командващ)
- полковник (генерал-майор) Добри Караджов (6 октомври 1973 – 10 ноември 1978)
- полковник (генерал-майор) Найден Боримечков (30 септември 1978 – 29 септември 1983)
- полковник (генерал-майор) Илия Ленков (30 септември 1983 – 31 август 1990)
- полковник Велин Паунов (1990 – 1992)

### Началници на щаба на артилерията и ракетните войски на България
Званията са към датата на заемане на длъжността
- полковник (по-късно генерал-майор) Иван Стефанов (11 април 1951 – 1 януари 1953)
- полковник (генерал-лейтенант) Димитър Димитров (3 септември 1958 – 18 октомври 1960)
- полковник Димитър Тодоров (18 октомври 1960 – 25 октомври 1961)
- полковник Карл Винаров (17 април – 27 ноември 1963) (началник на щаба на Управление „РВ и А“-МНО)
- полковник Карл Винаров (19 октомври 1964 – 27 септември 1971)
- генерал-майор Марин Мермерски (28 септември 1971 – 29 септември 1974) (от 6 октомври 1973 е преназначен за началник-щаб в рамките на новосъздаденото Командване на Сухопътни войски)
- полковник Петър Стефанов Цветанов (1974 – 1978)
- полковник (генерал-майор) Стефан Узунов (1978 – 1989)
- полковник Марко Христов Марков (1989 – 1992)
- полковник Тодор Сталев Косов (1992 – 2000)

#### Съединения и части на Ракетни войски иАртилериянаБългарската армия[2][3]
До реформите в Българската армия преди влизането на България в НАТО
| Номер по ред                  | Съединение/Част                                           | Месторазположение | Дата на създаване           | Заповед за създаване | Дата на разформироване | Заповед за разформиране | Въоръжение, комплекс                         | Въоръжение, к-во комплекси | Подчинение                    |
| ----------------------------- | --------------------------------------------------------- | ----------------- | --------------------------- | -------------------- | ---------------------- | ----------------------- | -------------------------------------------- | -------------------------- | ----------------------------- |
| Резерв на главното командване |                                                           |                   |                             |                      |                        |                         |                                              |                            |                               |
| 1.                            | 76-а ракетна бригада                                      | Телиш             | 12.09.1964 г. зап. № 00259  |                      |                        |                         |                                              |                            | Резерв на Главното командване |
| 2.                            | 135-а ракетно техническа база поделение 48010             | Телиш             |                             |                      |                        |                         |                                              |                            |                               |
| 1-ва Армия                    |                                                           |                   |                             |                      |                        |                         |                                              |                            |                               |
| 3.                            | 46-а ракетна бригада                                      | Самоков           | 1.XI.1962                   |                      | 1.IX.1998              |                         |                                              |                            | 1-ва Армия                    |
| 4.                            | 128-а ракетно техническа база поделение 22790             | Самоков           |                             |                      |                        |                         |                                              |                            | 1-ва Армия                    |
| 5.                            | 1-ви отделен ракетен дивизион                             | Самоков           | .X.1980                     |                      | 1988                   |                         | 2К6(от 1981)                                 |                            | 1-ва Мотострелкова дивизия    |
| 6.                            | 3-ти отделен ракетен дивизион                             | Разлог            | 31.V.1965                   |                      | 1991                   |                         | 2К6(от 24.V.1967)                            |                            | 3-та Мотострелкова дивизия    |
| 7.                            | 9-и отделен ракетен дивизион                              | София             | .IX.1976                    |                      | 1988                   |                         | 2К6 9К52                                     |                            | 9-а Танкова бригада           |
| 8.                            | 21-ви отделен ракетен дивизион                            | Пазарджик         | 7.VIII.1968                 |                      | 1988                   |                         | 2К6 (.V.1968-) 9К52(от 1978)                 |                            | 21-ва Мотострелкова дивизия   |
| 2-ра Армия                    |                                                           |                   |                             |                      |                        |                         |                                              |                            |                               |
| 9.                            | 56-а ракетна бригада под. 70180, след това 50500 и 22440  | Марино поле       |                             |                      |                        |                         |                                              |                            | 2-ра Армия                    |
| 10.                           | 129-а ракетно техническа база                             | Марино поле       |                             |                      |                        |                         |                                              |                            |                               |
| 11.                           | 2-ри отделен ракетен дивизион                             | Стара Загора      | 26.III.1963                 |                      |                        |                         | 9К79(от 1970)                                |                            | 2-ра Мотострелкова дивизия    |
| 12.                           | 5-и отделен ракетен дивизион                              | Казанлък          | 8.X.1966                    |                      |                        |                         | 2К6 (.VIII.1968 – 1983) 9К52 (от 1983)       |                            | 5-а Танкова бригада           |
| 13.                           | 11-и отделен ракетен дивизион                             | Карлово           | 30.IX.1977                  |                      | 1.X.1988               |                         | 2К6 (9.X.1977 – 1.X.1983) 9К52 (от 1.X.1983) |                            | 11-а Танкова бригада          |
| 14.                           | 17-и отделен ракетен дивизион                             | Димитровград      |                             |                      |                        |                         |                                              |                            | 17-а Мотострелкова дивизия    |
| 3-та Армия                    |                                                           |                   |                             |                      |                        |                         |                                              |                            |                               |
| 15.                           | 66-а ракетна бригада под. 65820, след това 34560          | Кабиле            | 10.05.1962г. заповед № 0065 |                      |                        |                         |                                              |                            | 3-та Армия                    |
| 16.                           | 130-а ракетно техническа база под. 60870, след това 34650 | Ямбол             |                             |                      |                        |                         |                                              |                            |                               |
| 17.                           | 7-и отделен ракетен дивизион                              | Бояново           | 26.IV.1962                  |                      |                        |                         | 2К6 (1962 – 1968) 2К52 (от 1968)             |                            | 7-а Мотострелкова дивизия     |
| 18.                           | 13-и отделен ракетен дивизион                             | Сливен            |                             |                      |                        |                         |                                              |                            | 13-а Танкова бригада          |
| 19.                           | 16-и отделен ракетен дивизион                             | Грудово           | 20.XI.1963                  |                      |                        |                         | 2К6 (1962 – 1968) 2К52 (от 1968)             |                            | 16-а Мотострелкова дивизия    |
| 20.                           | 18-и отделен ракетен дивизион                             | Шумен             |                             |                      |                        |                         |                                              |                            | 18-а Мотострелкова дивизия    |
| 21.                           | 24-ти отделен ракетен дивизион                            | Карнобат          | 1978.10 [под.34580]         |                      |                        |                         | 2К6 (1978 – 1982) 2К52 (1982 – 1989)         |                            | 24-та Танкова бригада         |

## Настояще на Ракетните войски на България
След реформите в Българската армия при влизането на България в НАТО
| Номер по ред                  | Съединение/Част            | Месторазположение | Дата на създаване | Заповед за създаване | Дата на разформироване | Заповед за разформиране | Въоръжение, комплекс | Въоръжение, к-во комплекси | Подчинение                    |
| ----------------------------- | -------------------------- | ----------------- | ----------------- | -------------------- | ---------------------- | ----------------------- | -------------------- | -------------------------- | ----------------------------- |
| Резерв на главното командване |                            |                   |                   |                      |                        |                         |                      |                            |                               |
| 1.                            | 4-ти артилерийски полк     | Асеновград        |                   |                      |                        |                         |                      |                            | Резерв на Главното командване |
| 2.                            | Дивизион тактически ракети |                   |                   |                      |                        |                         | ОТР-21 Точка         | 8?                         |                               |
| 3.                            | Дивизион РСЗО              |                   |                   |                      |                        |                         | БМ-21 Град           | 18?                        |                               |
| 4.                            | ПТ дивизион                |                   |                   |                      |                        |                         |                      |                            |                               |

## Използвани съкращения
| Съкращание | Значение                          |
| ---------- | --------------------------------- |
| РБр        | Ракетна бригада                   |
| ОРДн       | Отделен ракетен дивизион          |
| ОРПДн      | Отделен ракетен парков дивизион   |
| ПРОТБ      | Подвижна Ракетно-техническа база  |
| ЦРТБ       | Централна ракетно-техническа база |